# Tour CFC First
 (décembre 2018).
Si vous disposez d'ouvrages ou d'articles de référence ou si vous connaissez des sites web de qualité traitant du thème abordé ici, merci de compléter l'article en donnant les références utiles à sa vérifiabilité et en les liant à la section « Notes et références ».
La Tour CFC First, est un gratte-ciel situé à Casablanca au Maroc. Le bâtiment dessiné par l'architecte américain Thom Mayne est un bâtiment emblématique de la ville et l'un des plus hauts de la région. "CFC" signifie Casablanca Finance City, ce qui souligne le rôle du bâtiment dans le secteur financier de la ville.
La Tour CFC First a été achevée en 2019 et mesure environ 122 mètres de hauteur, ce qui en fait l'un des plus grands gratte-ciel de Casablanca. Elle abrite principalement des bureaux, le bâtiment est également doté d'installations modernes, de services et de commodités destinés à répondre aux besoins des entreprises,.

## Structure
La structure, d'une hauteur de 122 mètres est composée de 25 étages, une mezzanine et de 6 niveaux de parking souterrain.
La conception de la tour est moderne, avec une architecture distinctive et des façades en verre. Elle offre une vue panoramique sur la ville et la côte depuis ses étages supérieurs. La Tour CFC First est située dans le quartier d'affaires de Casablanca, offrant ainsi un accès facile aux entreprises, aux hôtels et aux services de la ville.